# Heitor Saldanha
Heitor Saldanha (Cruz Alta, 1910 — Porto Alegre, 1986) foi um poeta brasileiro.
É considerado um dos maiores poetas do Rio Grande do Sul. Participou, com vários outros autores, do Grupo Quixote, muito importante na década de 1950 em Porto Alegre.
Seus poemas, que mostram uma preocupação nítida com os problemas das classes oprimidas, estão reunidos no volume A Hora Evarista. Entre eles, se sobressaem aqueles reunidos em As Galerias Escuras, em que poetiza a vida dos carvoeiros de Arroio dos Ratos e Minas do Butiá.
Heitor Saldanha era fascinado pela vida dos homens trabalhadores em minas de carvão. Chegou a trabalhar numa dessas minas em São Jerônimo, na década de 1950, por dois anos e meio, segundo ele "na busca da poesia, embora não seja necessário que para se escrever sobre alguma coisa, se participe diretamente dela…" Quando os mineiros souberam que havia sido lançado um livro (As Galerias Escuras), presentearam Saldanha com uma lanterna de mina, ou "a luz que iluminava seus caminhos".
Casado com a contista gaúcha Laura Ferreira, foi morar no Rio de Janeiro em 1958, permanecendo por doze anos na cidade. Lá tornou-se amigo de Carlos Drummond de Andrade, Clarice Lispector, Ferreira Gullar e Décio Pignatari, entre outros, participando de inúmeros debates, encontros poéticos e muita agitação e boemia.
Participou de várias antologias e teve obras traduzidas para o espanhol.

## Obras
Casebre (1939)
A outra viagem (1951)
Terreiro do João-Sem-Lei (1953)
Nuvem e subsolo (1969)
A hora evarista (1974)